# Morpho portis
Espèce
Morpho portis est une espèce d'insectes lépidoptères (papillons) qui appartient à la famille des nymphalidés, sous-famille des Morphinae, à la tribu des Morphini et au genre Morpho.

## Dénomination
Morpho portis a été décrit par Jacob Hübner en 1821 sous le nom initial de Leonte portis.

### Sous-espèces
- Morpho portis portis ; présent au Brésil
- Morpho portis thamyris C. & R. Felder, 1867 ; présent au Paraguay et au Brésil[1].

## Description
Morpho portis est un grand papillon, d'une envergure entre 100 mm et 120 mm, au corps marron et au dessus des ailes bleu brillant finement bordées de noir sur le bord externe et sur le bord costal des ailes antérieures.
Le revers est beige marbré de lignes beige foncé avec des ocelles, deux aux ailes antérieures dont un proche de l'apex et trois en ligne aux ailes postérieures.

## Biologie

### Plantes hôtes
Les plantes hôtes de sa chenille sont divers bambous, des Bambusa et des  Chusquea.

## Écologie et distribution
Morpho portis est présent en Uruguay, au Paraguay et au Brésil.

### Biotope
Morpho portis réside dans les zones humides où poussent des Bambusa et Chusquea meyeriana.

### Protection
Pas de statut de protection particulier.